# Холл, Фрэнсис Монтегю
Фрэнсис Монтегю Холл (англ. Francis Montague Holl), также известный просто, как Фрэнк Холл (англ. Frank Holl; 4 июля 1845, Лондон — 31 июля 1888, Камден, Большой Лондон) — британский художник.

## Биография
Родился в 1845 году в Лондоне. Выходец из семьи гравёров Холл; коммерчески успешными гравёрами были его отец, дед и дядя. Учился сперва в общеобразовательной средней школе Университетского колледжа Лондона, а затем в лондонской Королевской академии художеств.  За время учёбы получил золотую и серебряную медали Академии, уже с 1864 года участвовал в ежегодных академических выставках.
С 1869 года работал иллюстратором-гравёром в газете «The Graphic». Работы Холла нравились Ван Гогу, который приобретал номера газеты в Париже. Ван Гог с похвалой отзывался о гравюрах Холла в письмах к брату Тео и даже вырезал из номеров газеты и коллекционировал их.
Наряду с гравюрами, Холл много работал, как художник-живописец. Его картины 1870-х и 1880-х годов зачастую были депрессивными и несколько сентиментальными. Холл обращался преимущественно к трагическим моментам из жизни обездоленных слоёв общества («Никаких вестей с моря!» (беда в семье рыбака), «Деревенские похороны»), что позволяет сравнивать его творчество с работами передвижников. Предполагается, что такое настроение работ Холла было вызвано слабым здоровьем художника.
Тем не менее, наряду с картинами в духе критического реализма, Холл писал парадные портреты, хотя с годами всё чаще отказывался от таких заказов. Существует легенда, что когда Холл писал с натуры портрет фельдмаршала лорда Вулзли, его дочь Нина проникла в мастерскую и начала играть с парадной саблей фельдмаршала. Холл сделал наброски и в дальнейшем запечатлел свою дочь на сентиментальной картине под названием «Папа, ты что, когда-нибудь убивал?». Эта картина в 2014 году была продана на аукционе Christie’s за 74 с половиной тысячи фунтов стерлингов.
Холл отличался медлительностью, дотошностью при создании портретов, даже парадных. Так, пожилой экс-премьер-министр Уильям Гладстон признавался в частной переписки, что его утомили сеансы позирования, однако написал: «Я рад оказать всю возможную материальную поддержку великому художнику».
В 1883 году Холл был избран действительным членом (академиком) лондонской Королевской академии художеств. Он скончался в 1888 году и был похоронен на кладбище Хайгейт, где за пять лет до этого похоронили Карла Маркса. Вдова художника пережила его на много лет. Он скончалась в 1931 году в семейном доме в пригороде Лондона. У пары было по крайней мере две дочери.

## Галерея

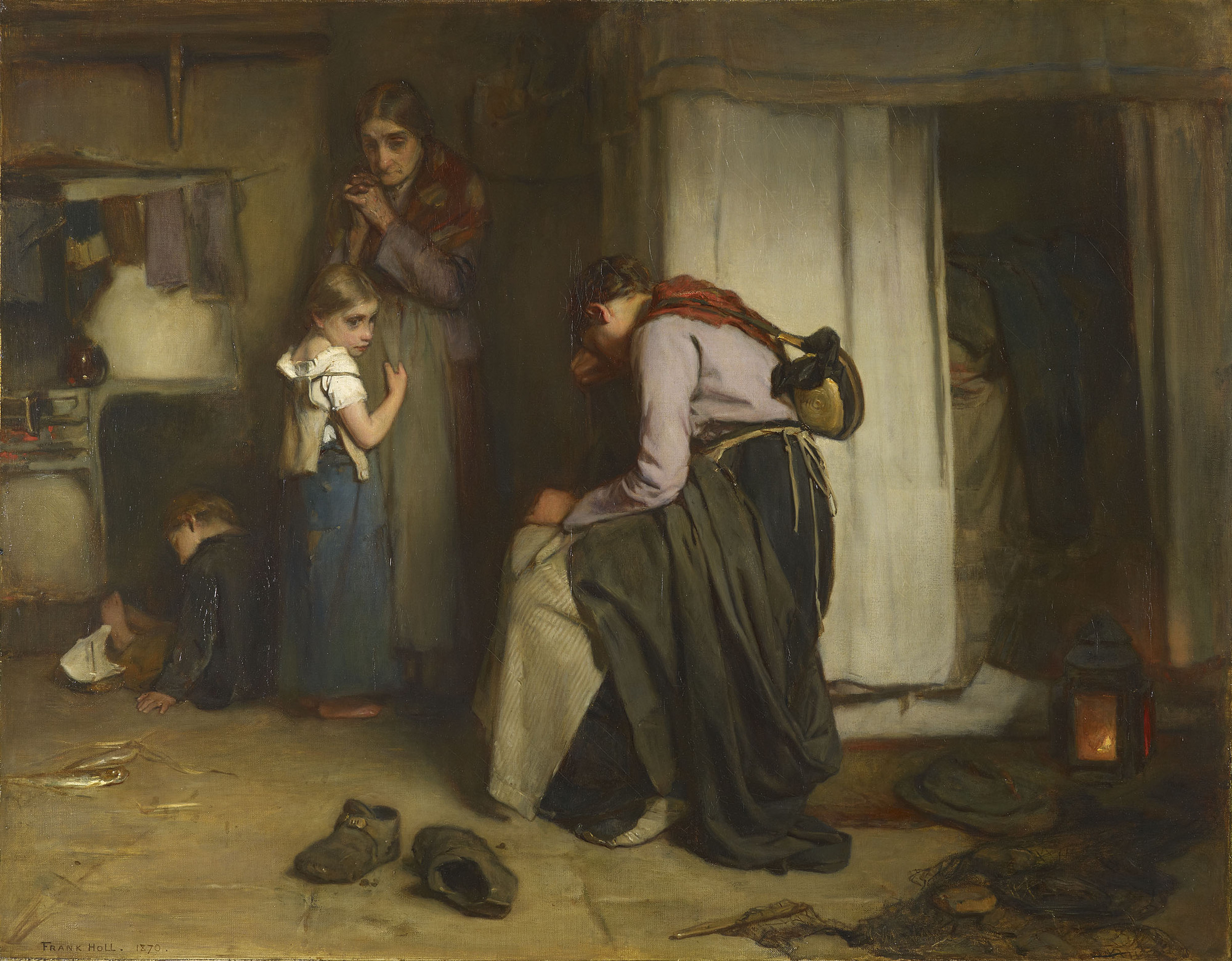
«Никаких вестей с моря!» (беда в семье рыбака), 1870, Королевская коллекция
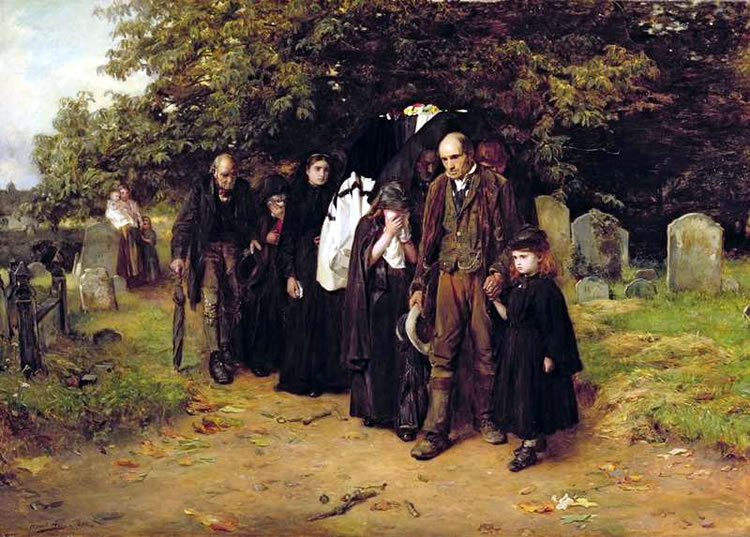
Деревенские похороны, 1872
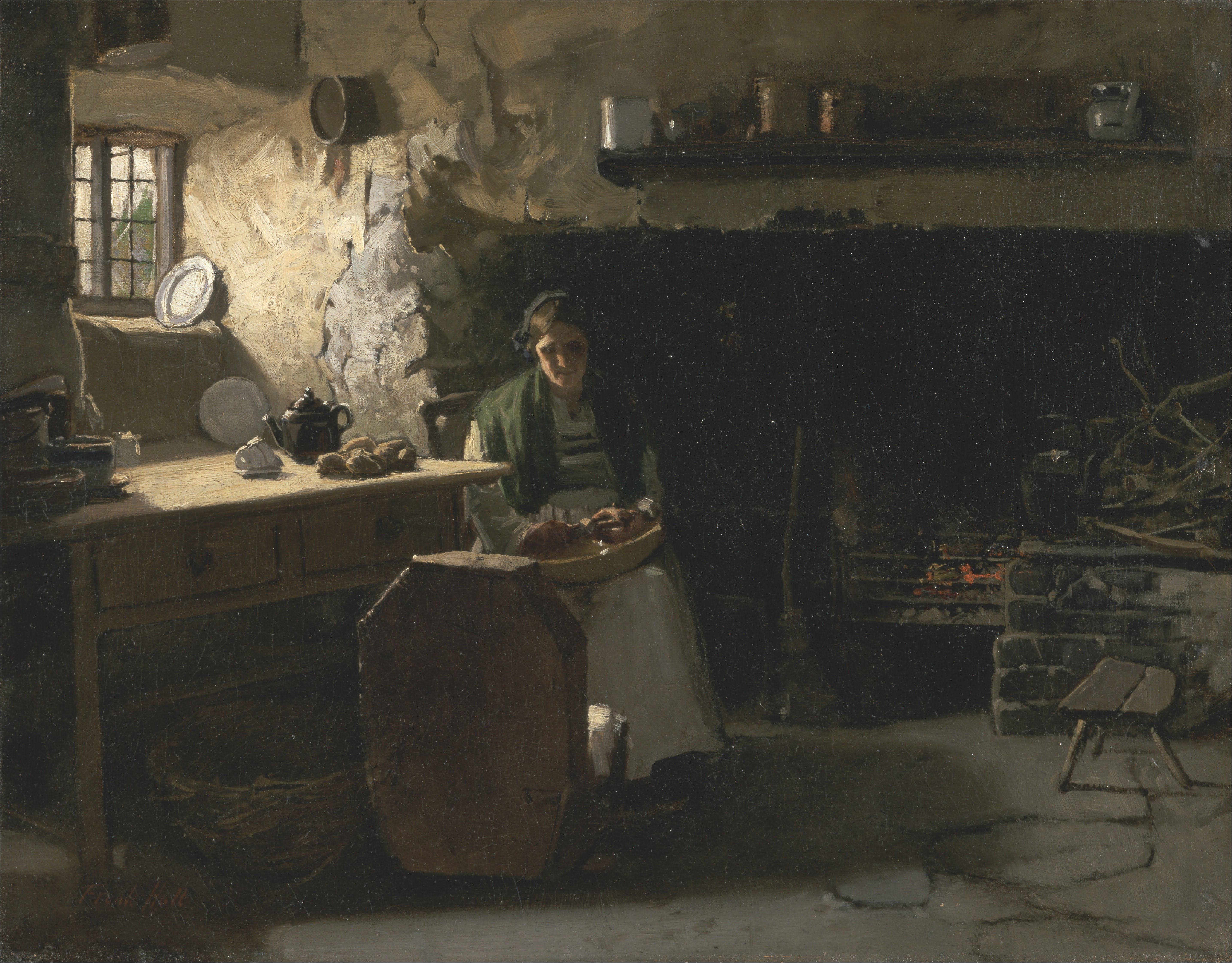
Чистка картофеля, около 1880
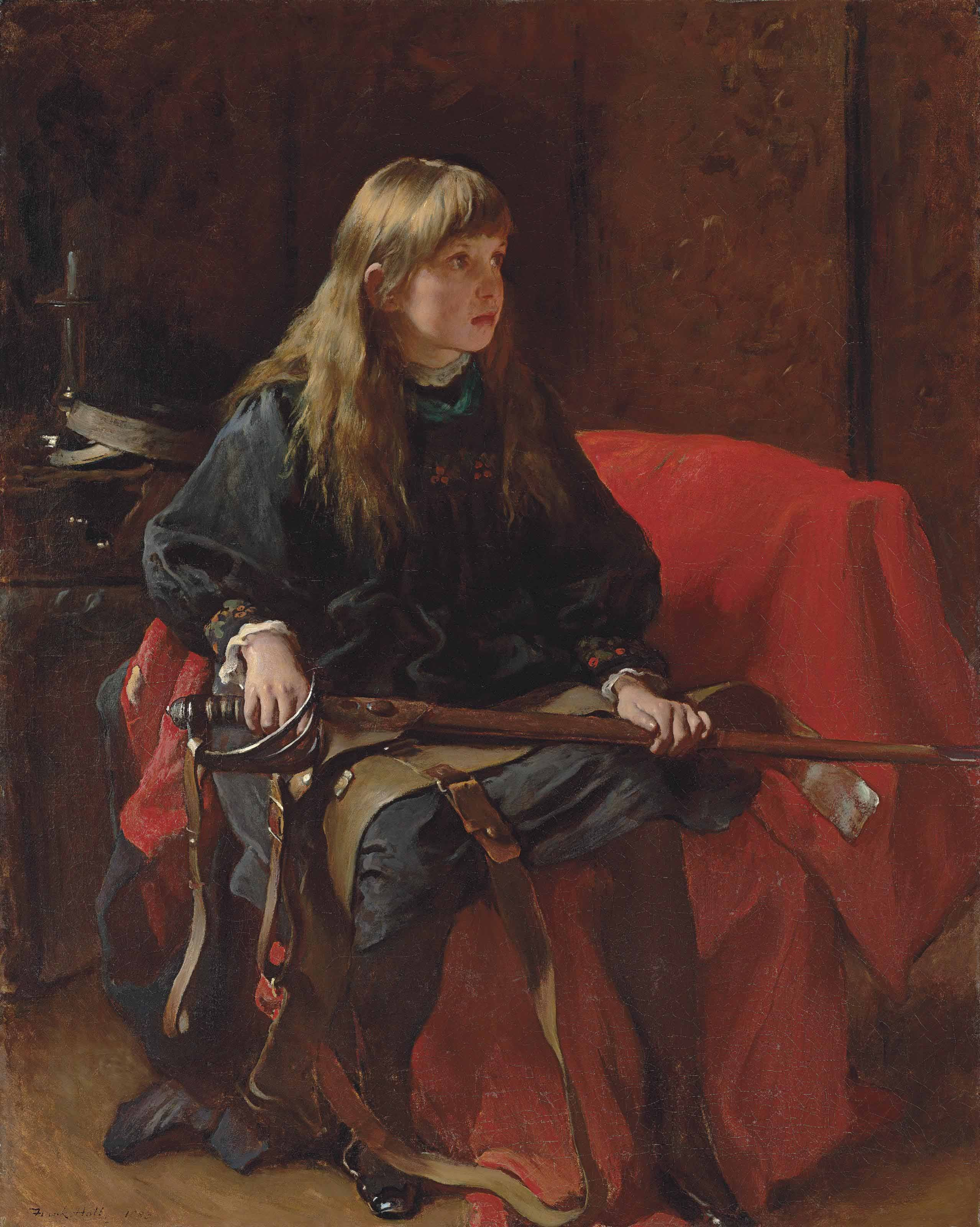
«Папа, ты что, когда-нибудь убивал?», 1883
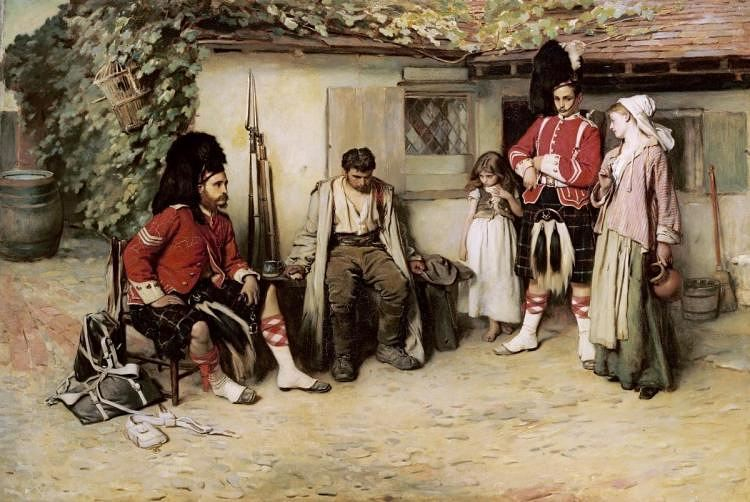
Арест дезертира, 1874
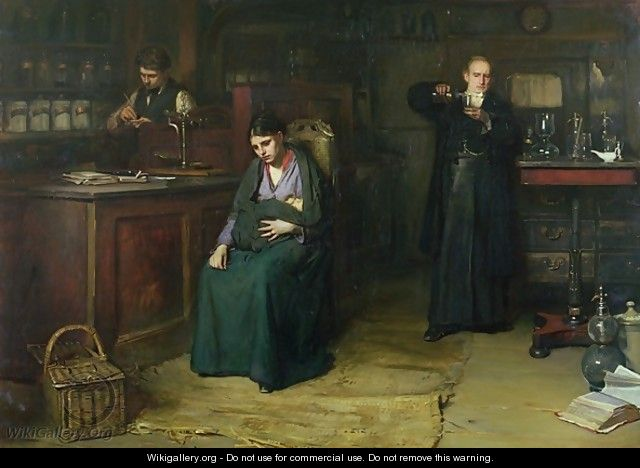
Сомнительная надежда (мать с больным ребёнком в аптеке), 1875
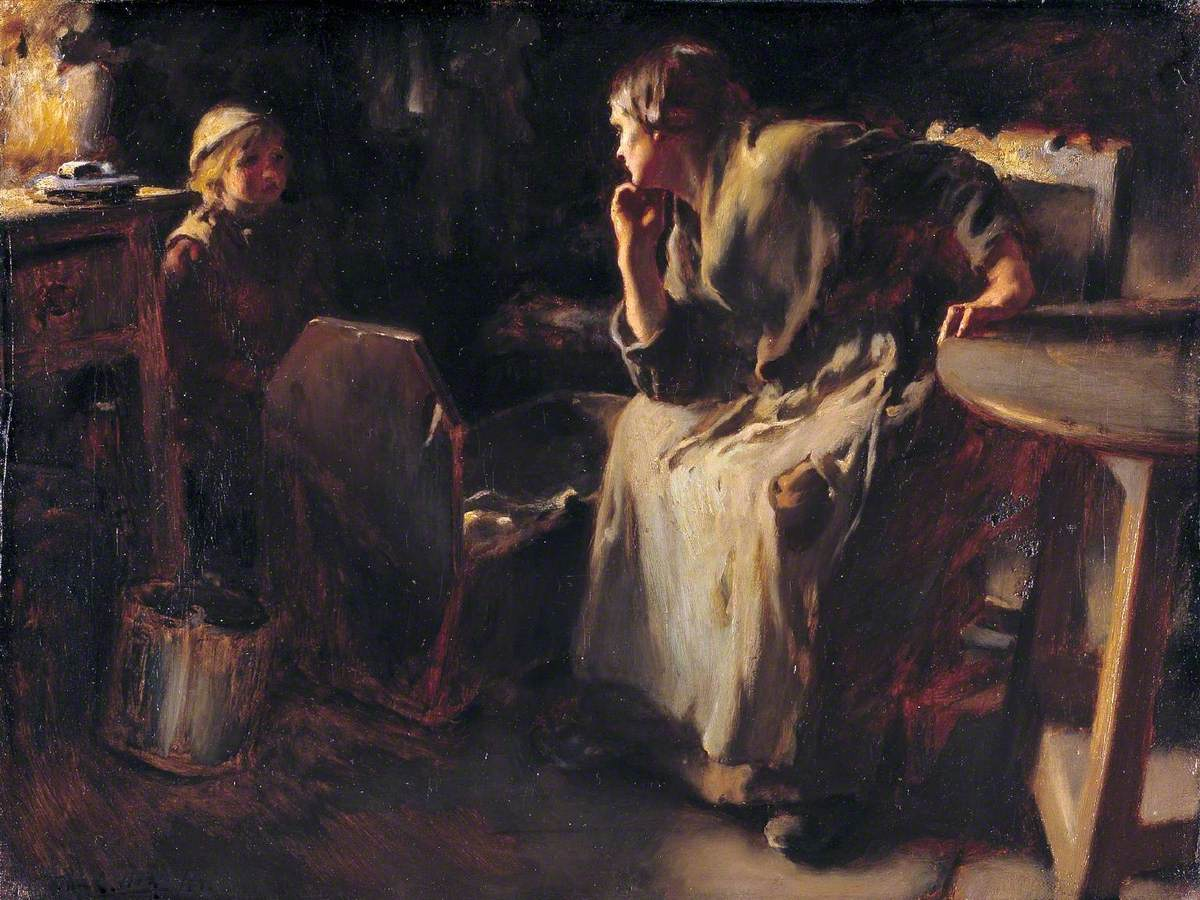
Тише! 1877, Лондонская национальная галерея
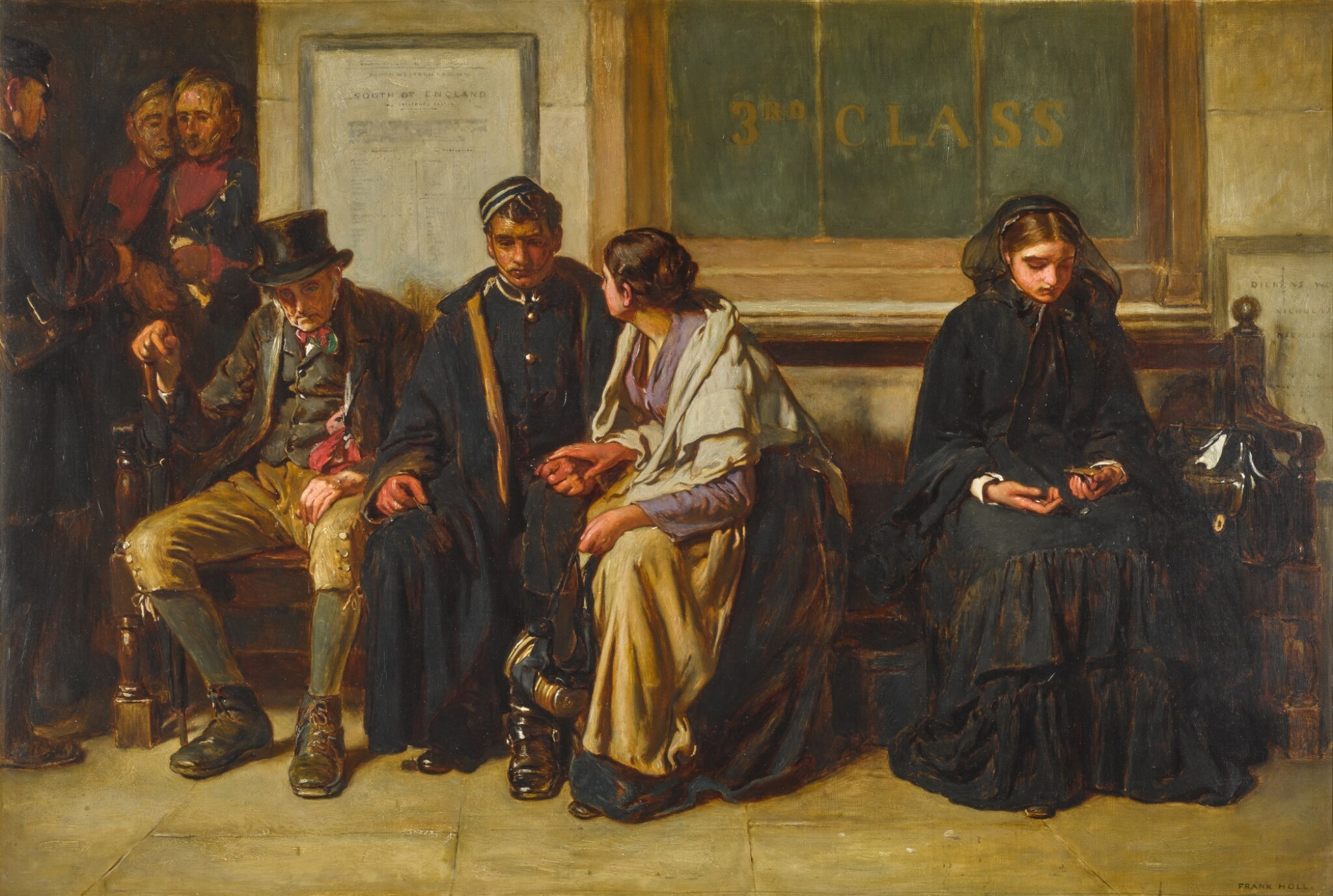
Пассажиры третьего класса ожидают поезда.
Встреча солдат, вернувшихся с войны.
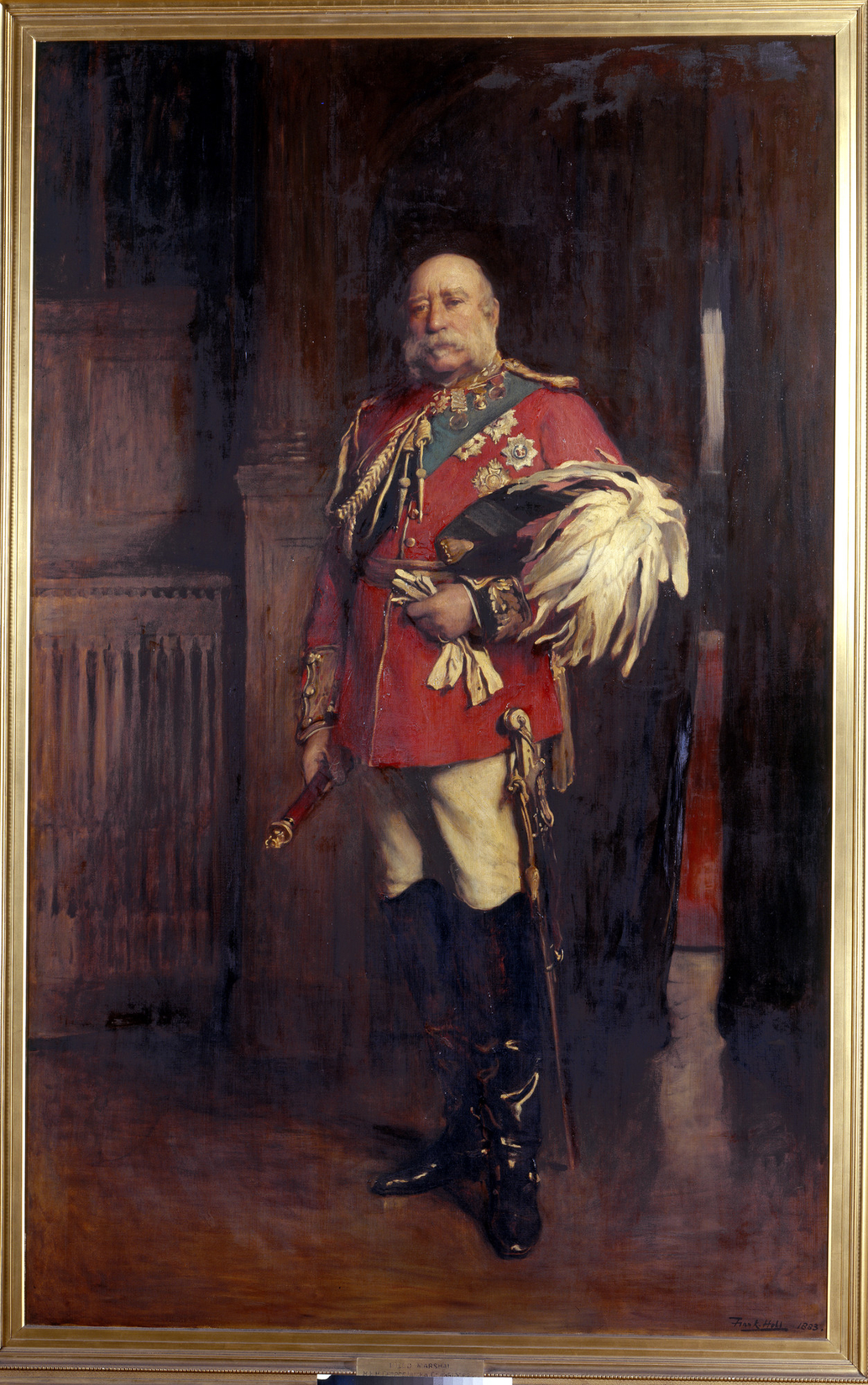
Портрет принца Георга, герцога Кембриджского.
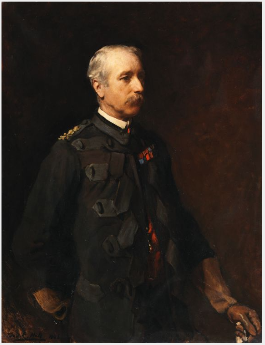
Портрет фельдмаршала лорда Вулзли, 1883
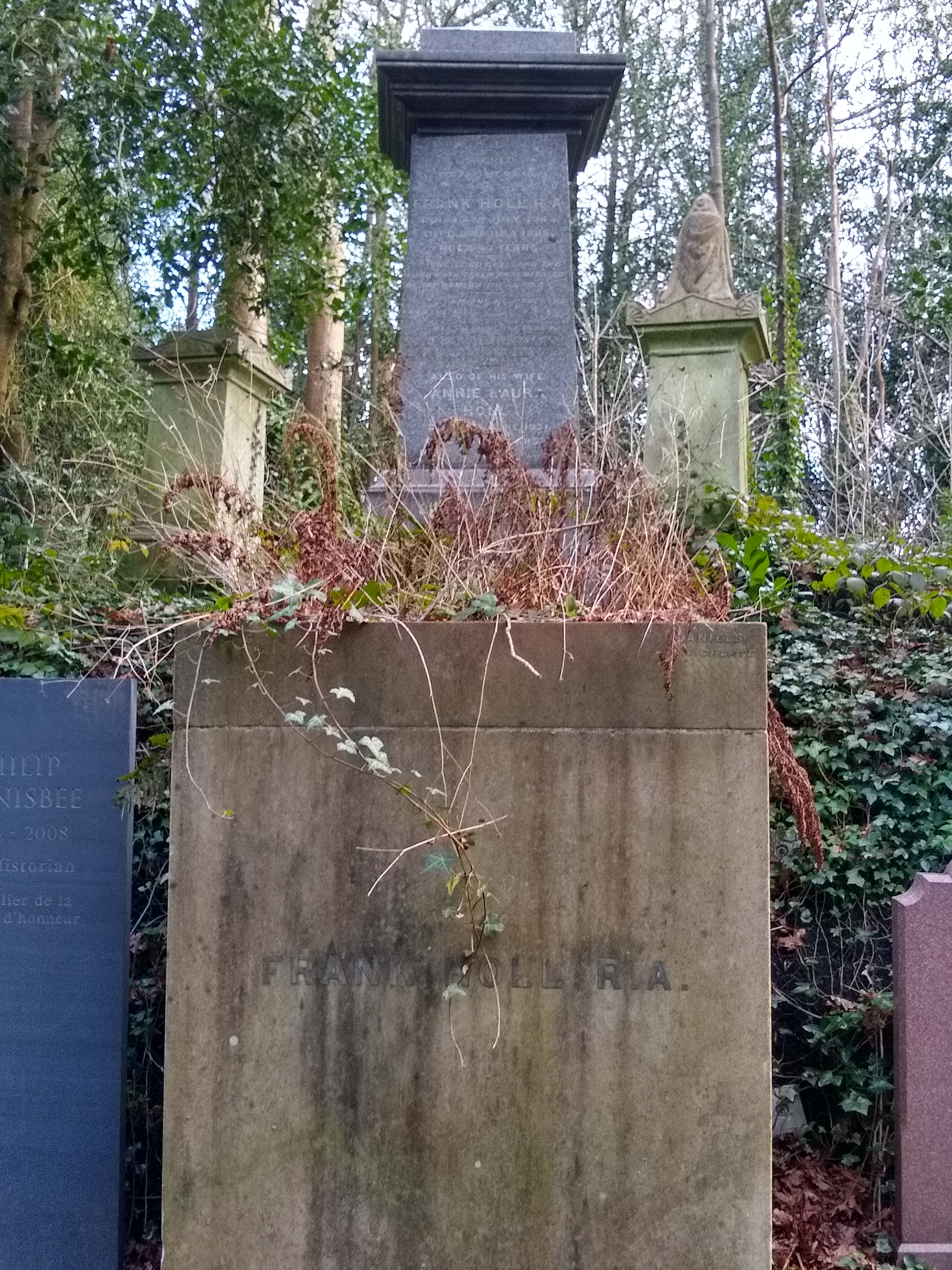
Надгробие Холла на кладбище Хайгейт